# 甲州街道の一里塚一覧
甲州街道の一里塚一覧（こうしゅうかいどうのいちりづかいちらん）は、甲州街道に設置された一里塚を一覧形式でまとめたものである。

## 甲州街道の一里塚
江戸からの里程  –  塚の通称 （位置）  –  備考
- 1里  –  隼町（東京都千代田区隼町1付近） 江戸中期にはすでになかった。当初からなかった可能性もある。
- 2里  –  追分（東京都新宿区新宿三丁目1付近）
- 3里  –  笹塚（東京都渋谷区笹塚二丁目12付近）
- 4里  –  下高井戸、上北沢（東京都杉並区下高井戸一丁目41付近）
- 5里  –  仙川（東京都調布市仙川町三丁目2）
- 6里  –  小島（東京都調布市小島町一丁目17）
- 7里  –  常久（東京都府中市清水ヶ丘三丁目15 品川道） 府中市史跡

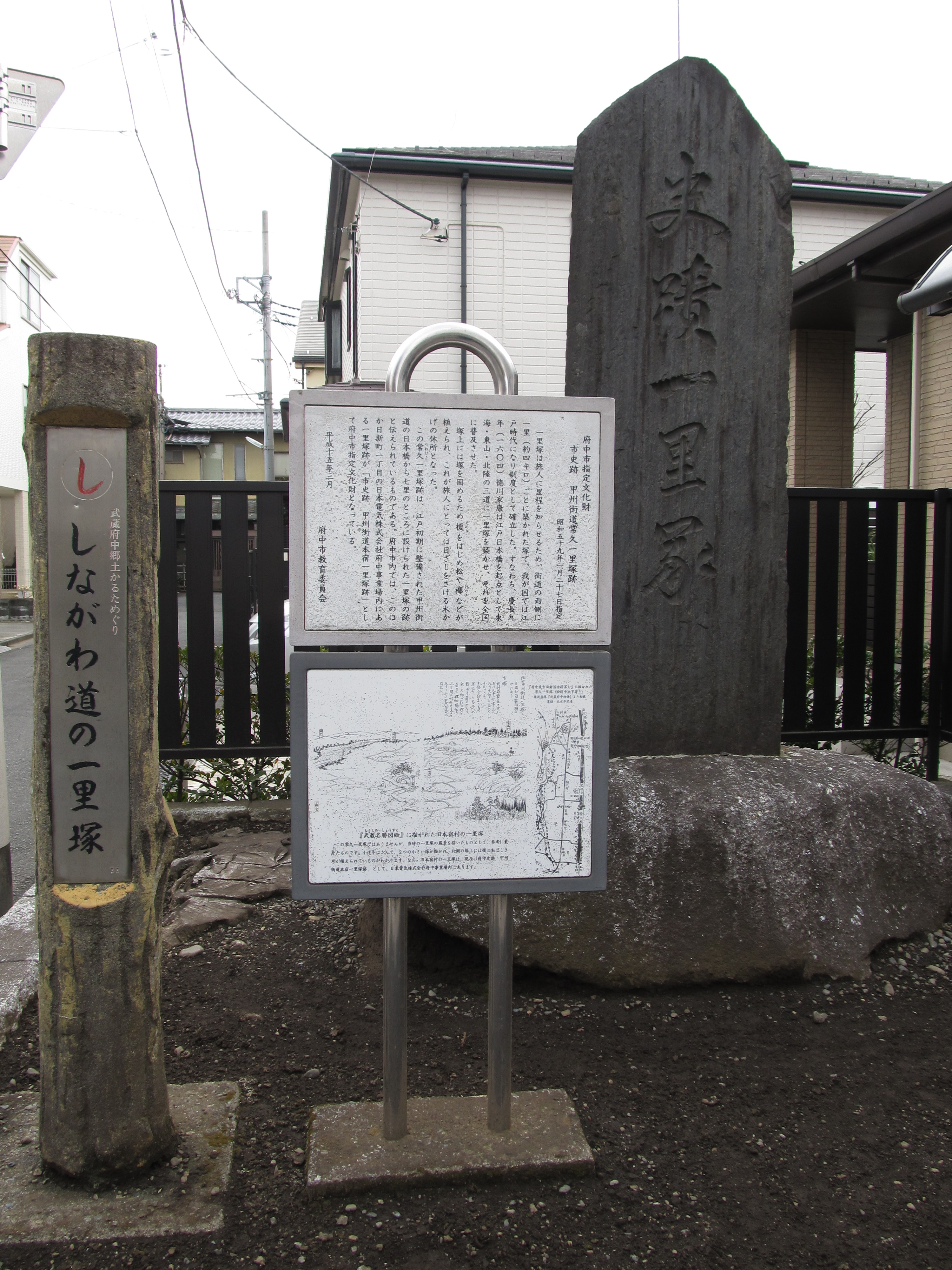
品川道常久一里塚

- 8里  –  本宿（東京都府中市日新町一丁目10 NEC府中事業場内） 府中市史跡
- 9里  –  万願寺（東京都日野市万願寺二丁目38-5） 日野市史跡
- 10里  –  日野台（東京都日野市日野台四丁目4付近）
- 11里  –  竹の鼻（東京都八王子市新町5）
- 12里  –  散田村新地（東京都八王子市並木町付近）
- 13里  –  駒木野（東京都八王子市裏高尾町付近）
- 14里  –  小仏峠 ?（東京都八王子市裏高尾町付近 ?）
- 15里  –  与瀬（神奈川県相模原市相模湖町与瀬）
- 16里  –  藤野（神奈川県相模原市藤野町小渕付近 ?）
- 17里  –  塚場（山梨県上野原市上野原1013） 上野原市史跡

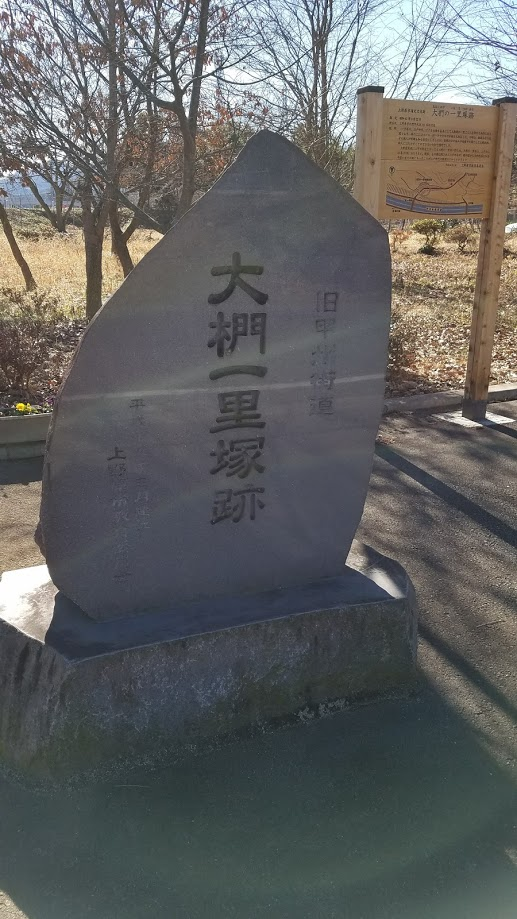
大椚一里塚跡

- 18里  –  大椚（山梨県上野原市大椚199） 上野原市史跡
- 19里  –  荻野（山梨県上野原市野田尻1028） 上野原市史跡

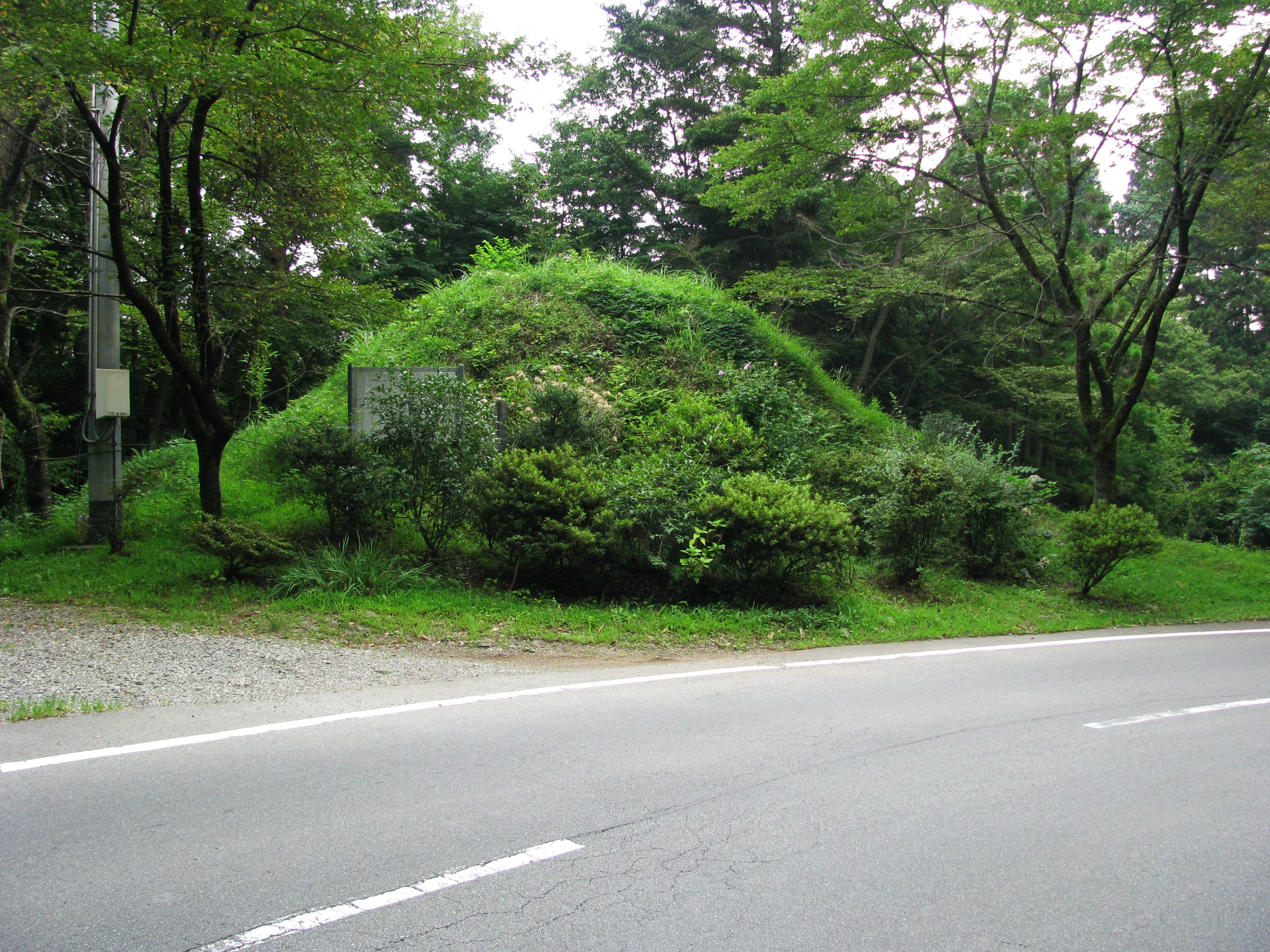
恋塚一里塚

- 20里  –  恋塚（山梨県上野原市犬目1353-8） 山梨県史跡
- 21里  –  上鳥沢（山梨県大月市富浜町鳥沢付近）
- 22里  –  殿上（山梨県大月市猿橋町殿上付近）
- 23里  –  下花咲（山梨県大月市大月町花咲1652付近） 大月市史跡
- 24里  –  なし ?（山梨県大月市初狩町下初狩付近?）
- 25里  –  白野（山梨県大月市笹子町白野付近）
- 26里  –  黒野田（山梨県大月市笹子町黒野田付近）
- 27里  –  笹子峠、矢立（山梨県大月市笹子町黒野田付近）
- 28里  –  日影（山梨県甲州市大和町日影付近）
- 29里  –  横吹（山梨県甲州市大和町鶴瀬付近）
- 30里  –  ?
- 31里  –  ?
- 32里  –  ?	南田中（山梨県笛吹市一宮町田中付近）
- 33里  –  ?
- 34里  –  ?
- 35里  –  ?	板垣（山梨県甲府市善光寺一丁目付近）
- 36里  –  ?
- 37里  –  ?
- 38里  –  ?	志田（山梨県甲斐市志田付近）
- 39里  –  ?	韮崎（山梨県韮崎市付近 ?）
- 40里  –  ?	祖母石（山梨県韮崎市祖母石付近 ?）
- 41里  –  ?
- 42里  –  ?	六里、武川（山梨県北杜市武川町牧原付近）
- 43里  –  ?	七里、三吹（山梨県北杜市武川町三吹付近）
- 43里10町  –  台ヶ原（山梨県北杜市白州町台ヶ原）
- 44里  –  ?
- 45里  –  ?
- 46里  –  平岡（長野県諏訪郡富士見町落合平岡付近）
- 47里  –  重修、塚平（長野県諏訪郡富士見町富士見塚平付近）
- 48里  –  御射山神戸（長野県諏訪郡富士見町富士見神戸） 富士見町史跡
- 49里  –  大池（長野県茅野市金沢大池付近）
- 50里  –  茅野（長野県茅野市宮川付近）
- 51里  –  四賀神戸（長野県諏訪市四賀神戸付近）
- 52里  –  片羽（長野県諏訪市諏訪一丁目付近）
- 53里  –  富部（長野県諏訪郡下諏訪町五官付近）